# Heugleville-sur-Scie
Heugleville-sur-Scie és un municipi francès situat al departament del Sena Marítim i a la regió de Normandia. L'any 2007 tenia 542 habitants.

## Demografia

### Població
El 2007 la població de fet de Heugleville-sur-Scie era de 542 persones. Hi havia 222 famílies de les quals 48 eren unipersonals (26 homes vivint sols i 22 dones vivint soles), 74 parelles sense fills, 85 parelles amb fills i 15 famílies monoparentals amb fills.
La població ha evolucionat segons el següent gràfic:
Habitants censats

### Habitatges
El 2007 hi havia 243 habitatges, 222 eren l'habitatge principal de la família, 12 eren segones residències i 9 estaven desocupats. 241 eren cases i 1 era un apartament. Dels 222 habitatges principals, 185 estaven ocupats pels seus propietaris, 33 estaven llogats i ocupats pels llogaters i 4 estaven cedits a títol gratuït; 2 tenien una cambra, 15 en tenien dues, 36 en tenien tres, 64 en tenien quatre i 105 en tenien cinc o més. 167 habitatges disposaven pel capbaix d'una plaça de pàrquing. A 101 habitatges hi havia un automòbil i a 105 n'hi havia dos o més.

### Piràmide de població
La piràmide de població per edats i sexe el 2009 era:
| Homes | Edats   | Dones |
| ----- | ------- | ----- |
| 4     | 95 o +  | 0     |
| 4     | 90 a 94 | 4     |
| 4     | 85 a 89 | 4     |
| 4     | 80 a 84 | 4     |
| 16    | 75 a 79 | 8     |
| 16    | 70 a 74 | 20    |
| 8     | 65 a 69 | 12    |
| 16    | 60 a 64 | 8     |
| 0     | 55 a 59 | 12    |
| 20    | 50 a 54 | 20    |
| 24    | 45 a 49 | 12    |
| 12    | 40 a 44 | 24    |
| 28    | 35 a 39 | 24    |
| 28    | 30 a 34 | 24    |
| 12    | 25 a 29 | 16    |
| 20    | 20 a 24 | 0     |
| 20    | 15 a 19 | 24    |
| 24    | 10 a 14 | 12    |
| 4     | 5 a 9   | 24    |
| 24    | 0 a 4   | 20    |

## Economia
El 2007 la població en edat de treballar era de 336 persones, 249 eren actives i 87 eren inactives. De les 249 persones actives 228 estaven ocupades (126 homes i 102 dones) i 21 estaven aturades (7 homes i 14 dones). De les 87 persones inactives 43 estaven jubilades, 14 estaven estudiant i 30 estaven classificades com a «altres inactius».

### Ingressos
El 2009 a Heugleville-sur-Scie hi havia 235 unitats fiscals que integraven 579 persones, la mediana anual d'ingressos fiscals per persona era de 17.268 €.

### Activitats econòmiques
Dels 17 establiments que hi havia el 2007, 4 eren d'empreses extractives, 1 d'una empresa de fabricació d'altres productes industrials, 3 d'empreses de construcció, 3 d'empreses de comerç i reparació d'automòbils, 3 d'empreses de transport, 1 d'una empresa immobiliària i 2 d'empreses classificades com a «altres activitats de serveis».
Dels 4 establiments de servei als particulars que hi havia el 2009, 1 era una fusteria, 1 lampisteria, 1 empresa de construcció i 1 saló de bellesa.
L'any 2000 a Heugleville-sur-Scie hi havia 28 explotacions agrícoles que ocupaven un total de 1.065 hectàrees.

## Equipaments sanitaris i escolars
El 2009 hi havia una escola elemental integrada dins d'un grup escolar amb les comunes properes formant una escola dispersa.

## Poblacions més properes
El següent diagrama mostra les poblacions més properes.